# Pfarrkirche Lichtenwörth

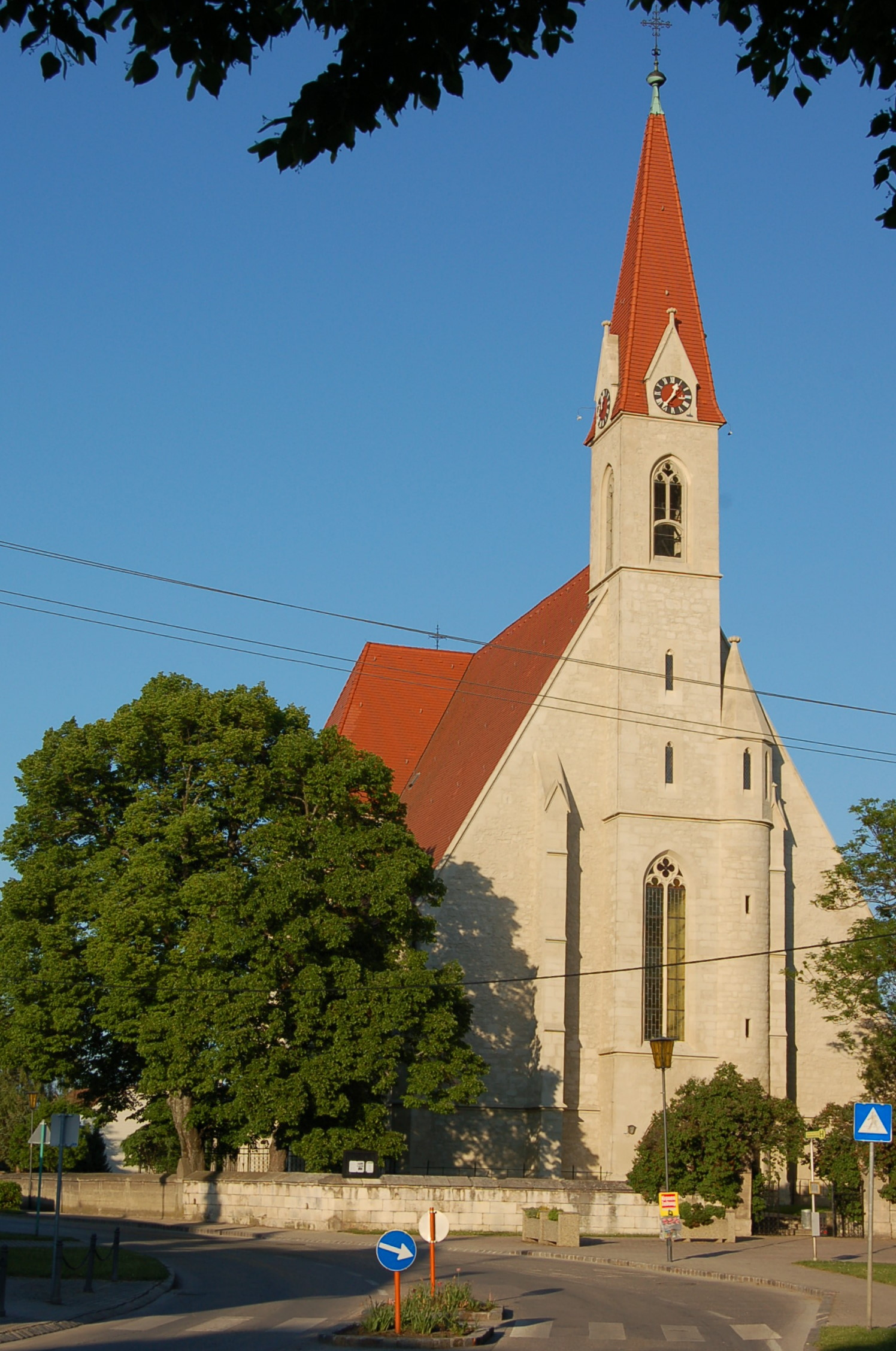
Kath. Pfarrkirche hl. Jakobus d. Ä. in Lichtenwörth

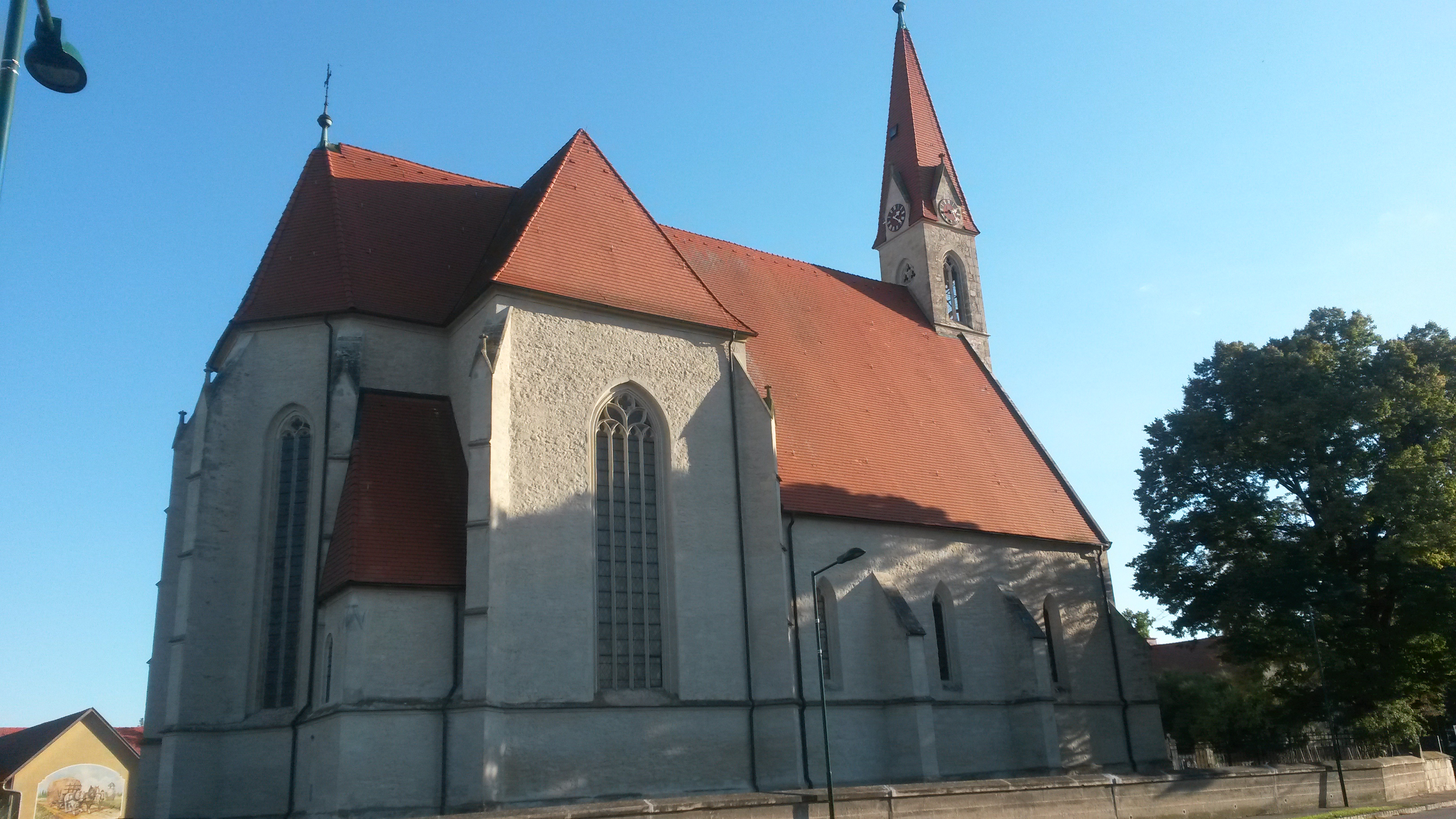
Ansicht aus NO

Die römisch-katholische Pfarrkirche Lichtenwörth steht in der Marktgemeinde Lichtenwörth in Niederösterreich. Die Pfarrkirche hl. Jakobus der Ältere gehört zum Dekanat Wiener Neustadt im Vikariat Unter dem Wienerwald der Erzdiözese Wien. Die Kirche steht unter Denkmalschutz.

## Geschichte
Eine Pfarre wurde 1387 urkundlich vor 1174 genannt und ging 1493 mit Kaiser Friedrich III. an das Bistum Wiener Neustadt. Von 1508 bis 1533 hatte der St.-Georgs-Orden die Herrschaft über die Pfarre und ging danach wieder zurück an das Bistum Wiener Neustadt. Das anfangs dreischiffige Langhaus mit einem einjochigen Chor (Bauinschrift 1476) wurde urkundlich (1580) mit der Überbauung des Chorjoches mit einem Zubau eines Querhauses erweitert und (1582) mit einem Chorpolygon geschlossen. Das Langhaus, Querhaus und Chorpolygon unter einem Notdach und der nachgotische Westturm (1580) wurden von 1887 bis 1889 nach den Plänen des Architekten Richard Jordan als neugotische Pseudobasilika vollendet und 1889 neu geweiht. Damals freigelegte Wandmalerei ist heute nicht mehr sichtbar.

## Architektur
Die Kirche steht am südlichen Ende der Hauptstraße am Kirchenplatz in einem ummauerten Kirchhof, welcher bis 1788 als Friedhof diente. Der hohe pseudobasilikale Kirchenbau mit einem Querhaus und einem eingezogenen Chorpolygon hat einen westlichen eingestellten schlanken Fassadenturm.

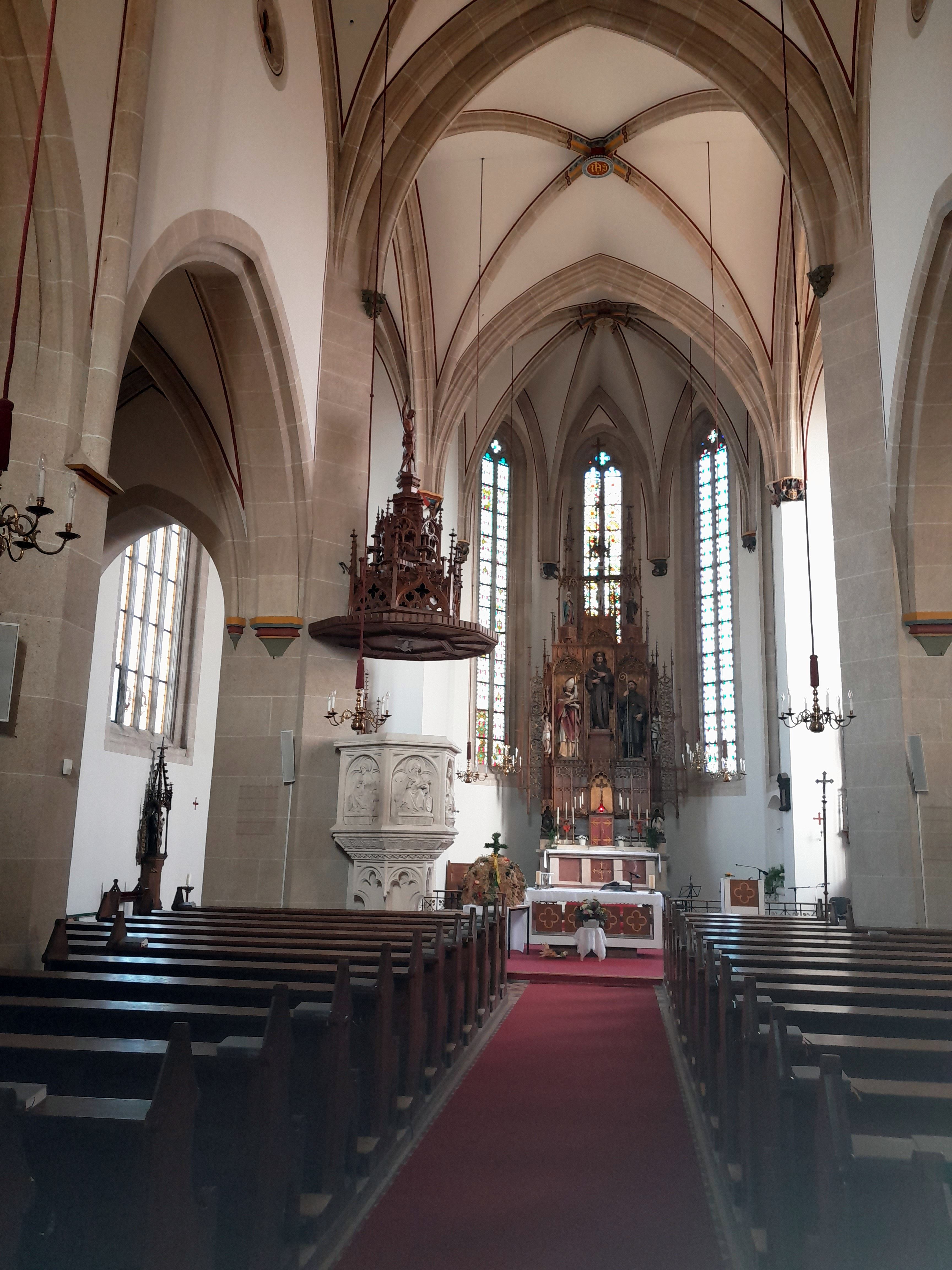
Innenraum und Apsis

## Ausstattung
Die neugotischen Altäre baute Ferdinand Bail.
Die Orgel in einem neugotischen Gehäuse bauten die Gebrüder Rieger in Jägerndorf (1906).